# Réz-szilicid
A réz-szilicid (Cu5Si), más néven pentaréz-szilicid réz és szilícium biner vegyülete. Intermetallikus vegyület, ami azt jelenti, hogy tulajdonságai az ionvegyületek és az ötvözetek közé esnek. Vízben oldhatatlan, kristályos, szilárd anyag. Réz és szilícium keverékéből keletkezik melegítés hatására.

## Felhasználása
Réz-szilicid vékonyréteget használnak a réz-alapú chipekben diffúziós gátként.
Továbbá használják szilíciumorganikus vegyületek előállításánál. A metil-klorid szilíciumra történő addícióját katalizálja. Például dimetil-diklórszilán előállításánál:
2 CH3Cl + Si → (CH3)2SiCl2

## Fordítás
Ez a szócikk részben vagy egészben  a   Copper silicide című angol Wikipédia-szócikk ezen változatának fordításán alapul.  Az eredeti cikk szerkesztőit annak laptörténete sorolja fel. Ez a jelzés csupán a megfogalmazás eredetét és a szerzői jogokat jelzi, nem szolgál a cikkben szereplő információk forrásmegjelöléseként.